# نظریه راهبرد دوگانه
در روان‌شناسی تکاملی و انسان‌شناسی تکاملی، نظریه راهبرد دوگانه (به انگلیسی: Dual strategies theory) بیان می‌کند که انسان‌ها با استفاده از دو راهبرد (استراتژی) عمده به نام‌های چیرگی (dominance) و شخصیت (prestige)، جایگاه خود را در سلسله مراتب اجتماعی افزایش می‌دهند.
- اولین و قدیمی‌ترین راهبرد، چیرگی با استفاده از زور، زور ضمنی یا سایر اشکال اجبار برای به دست گرفتن قدرت اجتماعی نمونه است.
- دومین راهبرد از این دو، شخصیت، به عنوان رویکردی تعریف می‌شود که در آن فرد از طریق نشان دادن ویژگی‌هایی که توسط سایر اعضای گروه ارزشمند است، مانند سطح بالای مهارت، بخشندگی یا توانایی آموزش مهارت‌های خود به دیگران، رتبه اجتماعی به دست می‌آورد.[۱]